# Флавий Аеций (консул 454 г.)
Вижте пояснителната страница за други личности с името Флавий Аеций.
Флавий Аеций (на латински: Flavius Aetius) е политик и военачалник на Източната Римска империя през 5 век.
Като comes domesticorum (equitum) et sacrorum stabulorum той е на 25 октомври 451 г. на вселенския събор в Халкедония. През 452 г. той командва войска, която атакува Атила на Дунав. През 454 г. Флавий Аеций e консул заедно с Флавий Студий.